# Рамон Енсінас
Рамон Енсінас (ісп. Ramón Encinas, 19 травня 1893, Понтеведра — 21 березня 1967, Мадрид) — іспанський футболіст, що грав на позиції флангового півзахисника. По завершенні ігрової кар'єри — тренер.
Тренував низку відомих іспанських клубів, серед яких «Валенсія», «Реал Мадрид» та «Севілья», двічі ставав чемпіоном Іспанії і тричі завойовував Кубок Іспанії, всі ці трофеї Енсінас завоював тренуючи «Севілью» або «Валенсію», тренуючи інші клуби особливих успіхів не досягав. Останнім клубом в якому працював Енсінас, стала в 1959 році «Севілья».

## Ігрова кар'єра
Народився 19 травня 1893 року в місті Понтеведра. Син іспанського педагога і адвоката Вікторано Енсінаса і Реєса та Ізабель Діос. З самого юного віку Рамон жив у середовищі великої пристрасті до футболу, який в ті роки почав поширюватися з Англії в Галісію і Іспанію в цілому. Подібно до свого старшого брата Вікторіано, який в 1905 році вступив до клубу «Понтеведра» (ісп. Pontevedra Fútbol Club), в 1907 році, в 14 років, Рамон також став частиною цієї команди. Будучи підлітком, він вирушив до Монтевідео, ставши одним з багатьох співвітчизників, які виїхали з Галісії до Уругваю та Аргентини. Він шукав удачу у таких нестабільних умовах, що йому навіть доводилося спати на лавках парків столиці Уругваю. Його футбольний талант дозволив йому приєднатися до кількох команд у цьому місті і придбати таким чином безцінний досвід, перш ніж повернутися в Іспанію. Повернувшись на батьківщину, він грає за команди «Клосвін де Віго» (ісп. Closvin de Vigo) та «Ейрінья де Понтеведра» (ісп. Eiriña de Pontevedra).
Згодом будучи гравцем «Расінг де Віго» (ісп. Racing de Vigo), входив до числа кандидатів на участь у Олімпійських іграх 1920 року, але не потрапив в остаточну заявку.

## Кар'єра тренера
Так і не досягнувши успіху як гравець, в 1922 році вирішив спробувати свою удачу на тренерській роботі. З 1922 до 1925 року працював у трьох каталонських командах: «Таррега» ісп. Tarrega FC, «Депортіво Реус» (ісп. Club Deportivo Reus) і «Палафружель» (ісп. Palafrugell F.C.). З 1925 по 1927 році він працював у «Севільї», до якої у майбутньому кілька разів згодом повертався вже як головний тренер.
Він повернувся до Галісії, щоб очолити клуб «Сельта Віго», в якому працював з 1928 по 1931 рік. У 1930 році він був запрошений тренером збірної Іспанії Хосе Марією Матеосом, щоб бути його технічним співробітником. Він продовжив працювати на цій позиції і за наступного тренера Амадео Гарсії, який був згодом визнаний багатьма як кращий очільник збірної Іспанії усіх часів і керував командою на чемпіонаті світу 1934 року.
З 1933 року був тренером «Севільї», з якою в першому ж сезоні виграв Сегунду та вийшов до Прімери. У наступному сезоні 1934-35 привів «Севілью» до 5-го місця в чемпіонаті та несподівано виграв з клубом Кубок Іспанії, вибивши по ходу турніру «Сабадель», «Реал Мадрид», «Атлетіко Осасуна» і «Атлетіко Мадрид».
На початку 1936 року в Іспанії почалась громадянська війна, яка зупинила всі спортивні заходи на півострові. Енсінас повернувся до «Понтеведру» і там чекав на кінець війни з метою подальшої реінтеграції до професійного футболу.
По завершенні війни у 1939 році Енсінас очолив «Валенсію». У 1941 році команда під управлінням Енсінаса виграла перший трофей в історії клубу — Кубок Іспанії, перемігши у фіналі «Еспаньйол». У наступному сезоні 1941-42 з «Валенсією» Енсінас став чемпіоном Іспанії, здобувши 40 очок в 26 іграх (перевага у сім очок над своїм найближчим суперником, «Реал Мадридом»). 
У кінці 1942 року став головним тренером клубу «Реал Мадрид», де працював до кінця сезону 1944-45, однак не виграв зі столичним клубом жодного трофею.
У 1945 році Рамон повернувся до «Севільї», команди, з якою він залишився на всю свою кар'єру. У сезоні 1945-46 він привів андалузьку команду до чемпіонства. У 1946 році він поїхав до Англії, щоб вивчати найсучасніші методики та тактику, які застосовувалися в колисці футболу.
У 1948 році, в парі з Патрісіо Кайседо, допоміг «Севільї» знову отримати Кубок Іспанії. З 1948 до 1958 року, в якому він вирішив вийти на пенсію, він займав посаду технічного секретаря андалузької команди.
Він провів решту свого життя в Понтеведрі зі своїми братами і племінниками, і лише важка хвороба змусила його перебратися до Мадриду, де він помер 21 березня 1967 року у віці 73 років. День його смерті припав на 110-ту річницю від дня народження його батька. Його тіло було передано у Понтеведру його племіннику, Рамону Енсінасу Дієгесу, сину його брата Вікторіано. Відтоді залишки тренера спочивають у його рідному галісійському місті.

## Титули і досягнення

### Як тренера
- Чемпіон Іспанії (2):

«Валенсія»: 1941–42
«Севілья»: 1945–46
- Володар Кубка Іспанії (2):

«Севілья»: 1935
«Валенсія»: 1941